# ليا مباردي
ليا مباردي (29 سبتمبر 1991) ممثلة سورية.

## عن حياتها
تدرس الإعلام في جامعة دمشق وتعمل في الدراما قدمّت ليا أول أدوارها التلفزيونية في مسلسل «حائرات» (2013)، بإدارة المخرج سمير حسين من أعمالها حائرات تحت سماء الوطن ودخلت في كثير من الأعمال الدرامية ولها بعض الأفلام كـ فيلم فحم أبيض

## أعمالها

### في المسلسلات
- (2013) حائرات
- (2013) تحت سماء الوطن
- (2013) زنود الست 2
- (2014) زنود الست 3
- (2014) طوق البنات 1
- (2014) باب الحارة 6
- (2015) في ظروف غامضة
- (2015) حارة المشرقة
- (2015) باب الحارة 7
- (2016) عطر الشام
- (2016) باب الحارة 8
- (2017) أزمة عائلية
- (2017) باب الحارة 9
- (2017) مذكرات عشيقة سابقة
- (2017) حكم الهوى
- (2017) الغريب
- (2019) عروس بيروت
- (2020) حارس القدس
- (2021) السنونو

### في السينما
- فيلم فحم أبيض

## روابط خارجية
- ليا مباردي على موقع قاعدة بيانات الأفلام العربية